# Удюрма
Удюрма́ (рос. Удюрма, марій. Ӱдырмо) — селище у складі Кілемарського району Марій Ел, Росія. Входить до складу Кілемарського міського поселення.

## Населення
Населення — 105 осіб (2010; 157 у 2002).
Національний склад (станом на 2002 рік):
- росіяни — 83 %